# Olban Francisco Valladares
Olban Francisco Valladares Ordoñez (* 12. Dezember 1941 in Tegucigalpa, Honduras) ist ein honduranischer Manager und Politiker der Partei für Innovation und Einheit PINU (Partido Innovación y Unidad), der mehrmals ohne Erfolg für das Amt des Präsidenten von Honduras kandidierte.

## Leben
Valladares, Sohn von Miguel Rafael Valladares und Francisca Ordonez, begann 1960 ein Studium am Los Angeles-Orange County State College. Nach seiner Rückkehr war er als Versicherungsberater tätig und zwischen 1968 und 1975 sowohl stellvertretender Geschäftsführer der dortigen Niederlassung der Hanover Insurance Company als auch Vizepräsident der Niederlassung der American International Underwriters in Tegucigalpa. Während dieser Zeit absolvierte er auch ein Studium der Wirtschaftswissenschaften an der Nationalen Autonomen Universität von Honduras (UNAH), das er 1973 mit einem Bachelor of Science (B.Sc. Economics) abschloss. Nachdem er zwischen 1975 und 1978 Geschäftsführer der Niederlassung der Hanover Insurance Company sowie Präsident der Niederlassung der American International Underwriters war, übernahm er 1980 den Posten als Präsident des in Tegucigalpa ansässigen Versicherers Correduria International de Seguros. Daneben engagierte er sich bei Rotary International und fungierte zwischen 1986 und 1987 als Senatspräsident der Junior Chamber of Commerce. Darüber hinaus ist er Mitglied der Honduranischen Krebs-Gesellschaft, deren Vizepräsident er zwischen 1988 und 1989 war.
1990 wurde Valladares für die sozialdemokratische Partei für Innovation und Einheit PINU (Partido Innovación y Unidad) Mitglied des Nationalkongresses (Congreso Nacional), dem er bis 1994 angehörte. Bei den Wahlen vom 28. November 1993 kandidierte Valladares für die PINU für das Amt des Präsidenten, belegte mit 48.471 Stimmen nach Carlos Roberto Reina von der Partido Liberal de Honduras PLH (906.793 Stimmen) und José Oswaldo Ramos Soto von der Partido Nacional de Honduras PNH (735.123 Stimmen) jedoch nur den dritten Platz unter den fünf Kandidaten. 1994 wurde er Präsident der Partido Innovación y Unidad. Bei den darauf folgenden Präsidentschaftswahlen am 30. November 1997 wurde er nach Carlos Roberto Flores Facussé von der PLH (1.040.403 Stimmen) und Nora Gúnera de Melgar von der PNH (844.985 Stimmen) mit 41.605 Stimmen abermals nur Dritter unter den fünf Kandidaten. Auch bei den Präsidentschaftswahlen vom 25. November 2001 errang er nach Ricardo Maduro von der PNH (1.137.734 Stimmen) und Rafael Pineda Ponce von der PLH (964.590 Stimmen) mit 31.666 Stimmen wiederum nur den dritten Platz unter den fünf Kandidaten. Bei der Präsidentschaftswahl am 27. November 2005 kandidierte er nicht erneut, woraufhin der PINU-Kandidat Carlos Sosa Coello mit 18.764 Stimmen nur noch Letzter von fünf Kandidaten wurde.
Valladares, der auch Präsident der Rio Platano Biosphere Protection Foundation ist, heiratete am 19. Juni 1971 Emma Judith Mansilla. Aus dieser Ehe gingen drei Kinder hervor.

## Weblink
- Kurzbiografie

| Personendaten    | Personendaten                                            |
| ---------------- | -------------------------------------------------------- |
| NAME             | Valladares, Olban Francisco                              |
| ALTERNATIVNAMEN  | Valladares Ordoñez, Olban Francisco (vollständiger Name) |
| KURZBESCHREIBUNG | honduranischer Politiker und Manager                     |
| GEBURTSDATUM     | 12. Dezember 1941                                        |
| GEBURTSORT       | Tegucigalpa, Honduras                                    |